# Dicranella kunzeana
Dicranella kunzeana är en bladmossart som beskrevs av Mitten 1869. Dicranella kunzeana ingår i släktet jordmossor, och familjen Dicranaceae. Inga underarter finns listade i Catalogue of Life.